# Ricardo Lagos
Ricardo Froilán Lagos Escobar, född 2 mars 1938 i Santiago, är en chilensk politiker. Han var Chiles president mellan 2000 och 2006. Han var den förste presidenten från Socialistpartiet sedan 1973, då Salvador Allende dog under militärkuppen mot hans regering.

## Utmärkelser
- Storkorset av den medborgerliga förtjänstorden,  1991
- Storkorsriddare med kedja av Republiken Italiens förtjänstorden,  2000
- Uruguays medalj,  31 oktober 2000[1]
- Storkedja av Henrik Sjöfararens orden,  2001[2]
- Kedja av Isabella den katolskas orden,  2001[3]
- Storkorset av Vita dubbelkorsets orden,  29 juni 2001[4]
- Storkors med kedja av Ungerska förtjänstorden,  2002
- Storkors av Republiken Polens förtjänstorden,  2002
- Storkorset med kedja av Finlands Vita Ros orden,  20 februari 2002[5]
- Ordenskedja av Rumänska Stjärnans orden,  2004
- Kung Tomislavs stororden,  2004
- Medalla de Oro de la Universidad Ramon Llull,  2006
- Hedersdoktor vid Universitetet i Salamanca
- Storkorset av Stara Planina-orden
- Kedja av Chilenska förtjänstorden
- Hedersdoktor vid Harvard University
- Storkorset av Peruanska Solorden
- Hedersdoktor

[Redigera Wikidata]